# Victor Santos
Victor J. Santos Acosta (ur. 28 listopada 2001) – portorykański zapaśnik walczący w stylu wolnym. Brązowy medalista mistrzostw panamerykańskich w 2022 roku.